# Melanocharis
Melanocharis är ett fågelsläkte i familjen bärpickare inom ordningen tättingar. Släktet omfattar vanligen sex arter som förekommer på Nya Guinea:
- Gulnäbbad bärpickare (M. arfakiana)
- Svart bärpickare (M. nigra)
- Gulsidig bärpickare (M. longicauda)
- Solfjädersbärpickare (M. versteri)
- Strimmig bärpickare (M. striativentris)
- Kumawabärpickare (M. citreola) – nyligen beskriven art

De två arterna i Rhamphocharis inkluderas ofta i Melanocharis.